# Dolní Radechová
Dolní Radechová – gmina w Czechach, w powiecie Náchod, w kraju hradeckim. Według danych z dnia 1 stycznia 2014 liczyła 792 mieszkańców.